# Dipartimento di Ouara
Il dipartimento di Ouara è un dipartimento del Ciad facente parte della provincia di Ouaddaï. Il capoluogo è Abéché.

## Comuni
Il dipartimento comprende i seguenti comuni:
- Abéché
- Abougoudam
- Amleyouna
- Bourtaïl
- Chokoyan
- Gurry
- Marfa